# Ніппо-Мару
Ніппо-Мару (Nippo Maru) — судно, яке під час Другої світової війни взяло участь у операціях японських збройних сил в архіпелазі Бісмарка, на Каролінських та Маршаллових островах.

## Передвоєнна історія
Ніппо-Мару спорудили в 1936 році на верфі Kawasaki Zosensho у Кобе на замовлення компанії Okazaki Honten.
У 1938-му на тлі Другої японо-китайської війни судно реквізували для потреб Імперської армії Японії, проте у 1939-му повернули власнику.
24 серпня 1941-го судно знову реквізували, цього разу для потреб Імперського флоту Японії та призначили для використання як водовоз. При цьому з 28 серпня по 31 жовтня Юбає-Мару пройшло необхідну модернізацію на верфі Kawaminami Kogyo Zosensho у Нагасакі.
Вже після вступу Японії у війну, в червні 1942-го, ухвалили рішення про озброєння судна однією 80-мм гарматою.

## Перші воєнні рейси
Перші кілька місяців Ніппо-Мару було приписане до військово-морської бази Мако (на Пескадорських островах у південній частині Тайванської протоки) та здійснювало рейси в цьому районі із заходом у порти Такао та Кірун (наразі тайванські Гаосюн та Цзілун відповідно).

## Служба у Мікронезії
У середині травня 1942-го Ніппо-Мару призначили для переводу до Четвертого флоту, головна база якого була на атолі Трук у центральній частині Каролінських островів. 27 травня судно полишило Такао, пройшло через Палау (важливий транспортний хаб на заході Каролінських островів) та 7 червня прибуло на Трук.
15—19 червня 1942-го Ніппо-Мару перейшло з Труку до Рабаулу — головної передової бази в архіпелазі Бісмарка, з якої здійснювались операції на Соломонових островах та сході Нової Гвінеї, а в середині липня вже знову перебувало на Труці.
16 липня 1942-го судно вирушило на схід, відвідало вулканічний острів Понапе на сході Каролінських островів (одне з найвологіших місць на Землі, який часто відвідували японські судна-водовози), а 2 серпня прибуло на атол Вотьє на Маршаллових островах. До середини вересня Ніппо-Мару перебувало в цьому архіпелазі, де також відвідало атоли Малоелап та Кваджелейн. 15 вересня воно полишило останній та через якийсь час було вже на Труці.
24—27 жовтня 1942-го Ніппо-Мару пройшло на Сайпан (Маріанські острови), а 30 жовтня — 2 листопада здійснило зворотній рейс на Трук.
25—29 грудня 1942-го Ніппо-Мару залучили до операції з підйому підводного човна I-33, який затонув у лагуні Труку внаслідок аварії. 2 березня 1943-го Ніппо-Мару полишило Трук, мавши на буксирі І-33, а 18 березня привело човен до Куре.
До початку травня 1943-го судно відвідало цілий ряд японських портів — Сасебо, Інношиму, Йокосуку, а 3 травня у складі конвою № 3503 полишило останню та 10 травня дісталось Труку. Відомо, що в наступні кілька місяців Ніппо-Мару відвідало атоли Еніветок (крайній північний захід Маршаллових островів), Волеаї (східні Каролінські острови), а також неодноразово курсувало з Труку на Понапе. При цьому два переходи на Понапе, що стались в останній декаді жовтня, Юбає-Мару здійснило у складі конвоїв «Тей №3 Го», які були частиною операції з підсилення острівних гарнізонів.
23 листопада 1943-го Ніппо-Мару вийшло з Труку у складі конвою № 5233, проте невдовзі відокремилось від нього та 25 листопада зайшло на Понапе. За кілька діб судно прибуло на Кваджелейн, на початку грудня знову побувало на Понапе та острові Кусаїє (також східні Каролінські острови), а в середині місяця повернулось через Понапе на Трук.
3—4 січня 1944-го Ніппо-Мару разом з судном Окіцу-Мару пройшло з Труку до островів Мортлок (Намої, дещо більш ніж за дві сотні кілометрів на південний схід від Труку), звідки 13—14 січня здійснило зворотний рейс на Трук.
24 січня 1944-го судно полишило Трук у складі конвою, який прямував до Еніветоку. 26 січня конвой зазнав важких втрат при атаці підводного човна, проте Ніппо-Мару не постраждало та 27 січня під охороною вцілілого мисливця за підводними човнами CH-33 зайшло на Понапе. 7—10 лютого разом з конвоєм Ніппо-Мару перейшло з Понапе на Трук.
17 лютого 1944-го по Труку завдало потужного удару американське авіаносне угруповання (операція «Хейлстоун»), яке змогло знищити в цьому рейді кілька бойових кораблів та близько трьох десятків інших суден. У другій половині цієї доби «Ніппо-Мару» зазнало прямого влучання під час атаки літаків з авіаносця USS Essex, а незадовго до опівночі було уражене вдруге. За кілька годин (уже настало 18 лютого) судно затонуло без втрат серед екіпажу.